# Schräger als Fiktion
Schräger als Fiktion (Stranger than Fiction) ist ein US-amerikanischer Film des Regisseurs Marc Forster aus dem Jahr 2006. Emma Thompson verkörpert die Schriftstellerin Karen Eiffel. Karen lässt ihre Helden am Schluss ihrer Geschichten stets sterben. Harold Crick heißt ihr neuer Held, der sich total verwandelt, nachdem er sich verliebt hat. Nun gibt es aber Harold Crick, dargestellt von Will Ferrell, in der realen Welt tatsächlich. Und plötzlich kann er Karen hören und erfährt so, dass er bald sterben soll. 
Der Film lief in den USA am 10. November 2006 an, Deutschlandstart war am 8. Februar 2007.

## Handlung
Harold Crick ist ein Angestellter der US-amerikanischen Bundessteuerbehörde IRS. Er führt ein genau geplantes, einsames Leben, und dank seiner Vorliebe für die Mathematik bestimmen Zahlen seinen Alltag: Er zählt morgens, wie oft er die Zahnbürste bewegt, und geht jeden Abend um die gleiche Uhrzeit ins Bett. Diese Informationen erfährt der Zuschauer von einer Sprecherin aus dem Off, doch beim morgendlichen Zähneputzen an einem „ganz normalen“ Mittwoch hört plötzlich auch Harold selbst, und nur er, diese Stimme, die sein Leben stilsicher miterzählt. Die Stimme irritiert ihn, seine Arbeit leidet.
Bei einer Steuerprüfung in einer Bäckerei lernt Harold Ana Pascal kennen. Er fühlt sich von ihr angezogen – die kommentierende Stimme bestätigt dies –, Miss Pascal scheint ihn aber nicht gerade zu mögen, da eine Steuerprüfung ansteht, weil sie absichtlich den Anteil der Steuern nicht bezahlt hat, den die Regierung ihrer Meinung nach verschwendet.
Unterdessen kündigt die Stimme an, dass Harolds Tod unmittelbar bevorstehe. Eine Psychologin, die er aufsucht, diagnostiziert Schizophrenie, macht aber auch den Vorschlag, mit einem Literaturexperten zu sprechen, da Crick im Gespräch mit ihr meinte, dass die Stimme nicht mit ihm, sondern über ihn aus der Erzählperspektive spricht. Professor Jules Hilbert ist zunächst wenig interessiert, hilft Harold dann jedoch und will herausfinden, um welche Autorin es sich handelt.
Er rät ihm schließlich, sein Leben selbstbestimmt zu genießen. Daraufhin lernt Harold Gitarrespielen und die Beziehung zu Ana wird intimer. Doch plötzlich hört er beim Professor im Fernsehen zufällig ein Interview mit der Autorin Karen Eiffel und identifiziert diese als die Erzählerstimme. Hilbert weiß: Die Hauptfiguren in Eiffels Romanen sterben immer. Dank der Akten der Steuerprüfungsbehörde kann Harold ihre Adresse ausfindig machen. Es stellt sich heraus, dass Harold die Hauptfigur in ihrem neuen Roman ist. Eiffel ist genauso schockiert wie Harold, als die beiden herausfinden, dass Harold genau das passiert, was Eiffel in ihre elektrische Schreibmaschine tippt, und auch weil ihr kurz zuvor die Idee zum Ende ihres Buches und somit zu Harolds Tod gekommen war.
Harolds tragisches Ende ist schon fast fertig und muss nur noch in die Schreibmaschine getippt werden. Sie übergibt Harold das Manuskript inklusive des handschriftlichen Schlusses. Harold weigert sich anfänglich es zu Lesen und übergibt die Seiten an Professor Hilbert. Als Hilbert den Entwurf durchgelesen hat, konfrontiert er Harold mit seinem niederschmetternden Urteil, dass Harold sterben muss. Hilbert, der ein großer Fan von Eiffel ist, sieht in diesem Buch mit genau diesem Ende, den Höhepunkt ihres Schaffens und rät Harold sich zu überwinden und das Buch zu lesen.
Nachdem er das Manuskript gelesen hat, willigt er in seinen kommenden Tod ein. Als er ein mit dem Fahrrad stürzendes Kind davor rettet, von einem Bus überfahren zu werden, wird stattdessen er von dem Bus angefahren. Eiffel stockt bei den Worten „Harold Crick was de…“ („Harold Crick war to…“) und entscheidet sich dann doch für ein anderes Ende ihres Romans, in dem Harold überlebt. Ein Splitter, der auf wundersame Weise eine Arterie verschloss, rettet sein Leben. Der Splitter stammt ausgerechnet von der Armbanduhr, die Harolds Leben diktierte. Nun wird er glücklich mit seiner Freundin Ana. Eiffel kündigt Hilbert – den sie am Ende aufsucht – an, dass sie mit diesem neuen Ende vor Augen das Buch noch einmal von Anfang an überarbeiten wolle und ihre Assistentin den Verlag um noch ein wenig Aufschub für die Abgabe ersucht habe. Hilbert meint hingegen, das Buch sei zwar nicht so perfekt wie die ursprüngliche Fassung, aber auch nicht schlecht.

### Namen mit Anspielungen
Am Motiv der Zahlen sind auch die Namen im Film orientiert, sie beziehen sich auf Naturwissenschaftler und Mathematiker: Francis Crick (Harold) war Physiker und Biochemiker. Die Endstation der Buslinie, die Harolds Leben prägt, ist ebenso nach einem Mathematiker (Leopold Kronecker) benannt wie das Objekt seines Begehrens (vgl. Blaise Pascal; Ana: Abkürzung für Analysis oder die Bewegungsrichtung nach ana in der vierten Dimension). Professor Hilbert (David Hilbert) hat eine Liste von 23 Fragen für Crick zusammengestellt, eine Anspielung auf die 23 Punkte auf Hilberts Liste (Hilbertsche Probleme) mit ungelösten mathematischen Fragen. Weitere Namensanspielungen sind der interne psychologische Berater (Arthur Cayley), die Therapeutin Mittag-Leffler und der Verlag Banneker Press (Benjamin Banneker). Der Name der Schriftstellerin bezieht sich auf die Programmiersprache Eiffel oder direkt auf den Ingenieur Gustave Eiffel, nach dem diese benannt ist. Die Assistentin Eiffels, Escher, wiederum erinnert an M. C. Escher und den Mathematiker Joachim Escher.

## Kritiken
James Berardinelli schrieb auf ReelViews, dass im Film vieles „außerordentlich gut“ („exceedingly well“) gemacht würde und fast nichts schlecht. Die Leistungen der Hauptdarsteller und jene der Nebendarsteller seien „stark“. Berardinelli lobte besonders die „sehr gute“ Darstellung von Will Ferrell, die nicht sein erster Versuch sei, eine ernsthafte Rolle zu spielen. Je nach Bedarf wirke er „komisch“, „heroisch“ oder „tragisch“.

„Mit inszenatorischer Finesse und gut aufgelegten Darstellern entwickeltes komödiantisches Erzählexperiment, bei dem sich Realität und Erfindung reizvoll in die Quere kommen. Freilich fehlt der romantischen Geschichte der Biss vergleichbarer Filme.“

„Dass „Schräger als Fiktion“ kein zerebrales Planspiel wird, liegt nicht zuletzt an Will Ferrell, der den tragischen Nachhilfeschüler des Lebens zurückgenommen, verletzlich und mit subtilem Humor darstellt. [...] So ist es denn vor allem das großartige Ensemble, welches die Poesie zwischen Zeilen und Bildern hervorbringt. Darin ist alles getragen vom naiven Wunsch des Subjekts, sich wider alle Identitätszweifel in die Geschichte einzuschreiben. Vielleicht nur ein seltsames Märchen, aber ohne Zweifel ein verdammt beglückendes.“

## Auszeichnungen
Der Film gewann 2006 den Preis für das beste Originaldrehbuch des National Board of Review. Will Ferrell war 2007 in der Kategorie Bester Darsteller Komödie/Musical für einen Golden Globe Award nominiert, konnte die Auszeichnung aber nicht gewinnen.

## Veröffentlichung
Schräger als Fiktion startete am 10. November 2006 in den USA in den Kinos und konnte bei einem Produktionsbudget von etwa 30 Mio. US-Dollar weltweit etwa 53,6 Mio. US-Dollar einspielen. In Deutschland startete er am 8. Februar 2007 in den Kinos und wurde von 112.661 Zuschauern gesehen, womit er auf Platz 142 der deutschen Kinojahrescharts 2007 landete. Seit dem 10. Juli 2007 ist der Film sowohl als DVD als auch als Blu-ray Disc erhältlich.